# Abu al-Wafa
Abu al-Wafa lub Abul-Wefa, lub Muhammad Ibn Muhammad (ur. 10 czerwca 940 w Buzdżanie, zm. 1 lipca 998 w Bagdadzie) – matematyk i astronom.
Pracował w obserwatorium w Bagdadzie, gdzie udało mu się zbudować pierwszy kwadrant ścienny do obserwacji gwiazd. W pracy dotyczącej Księżyca zastosował funkcje trygonometryczne tangensa i cotangensa, sporządzając tablice ich wartości. Odkrył nową metodę obliczania wartości sinusów, następnie wykorzystaną do sporządzania tablic sinusów. Tłumaczył i pisał komentarze do traktatów arytmetycznych i geometrycznych Euklidesa i Diofantosa oraz dzieł Alchwarizmiego.
Jego imieniem nazwano krater Abul Wáfa na Księżycu.